# 臨界衝撃波圧力
臨界衝撃波圧力（りんかいしょうげきはあつりょく）は、爆轟を誘起し得る最低衝撃波圧力のこと。単位（GPa）で表される。
この値が大きい爆薬ほど「鈍感である」と表現される。